# Ras R'mal
Ras R'mal (arabe : رأس الرمل) est une presqu'île sablonneuse de l'île de Djerba en Tunisie, dont la superficie avoisine les 1 856 hectares. Il s'agit d'une zone humide classée site Ramsar depuis le 7 novembre 2007.

## Géographie

### Délimitations
Elle se rattache au littoral de Djerba, dans la zone de Mezraya, par le biais d'un isthme sablonneux appelé Bin Bahrin qui empêche l'accès à la presqu'île pendant les marées hautes.
Cette presqu'île sépare la mer de la lagune Bhar Mayet ou Bhar Sghir qui est un site ornithologique important.

### Hachani
L'isthme et la zone de Sidi Hachani appartiennent aussi à un site Ramsar.
Hachani ou Sidi Hachani fait référence au nom d'une vieille mosquée côtière détruite par l'érosion marine. Cette mosquée bâtie au XVIe siècle a été nommée du nom du cheikh Ahmed Hachani qui gardait cette côte et qui est originaire du village de Hachan.

## Patrimoine naturel

### Flore
Les dunes de Sidi Hachani nécessitent une attention particulière en raison de la flore diversifiée qu'elles abritent.

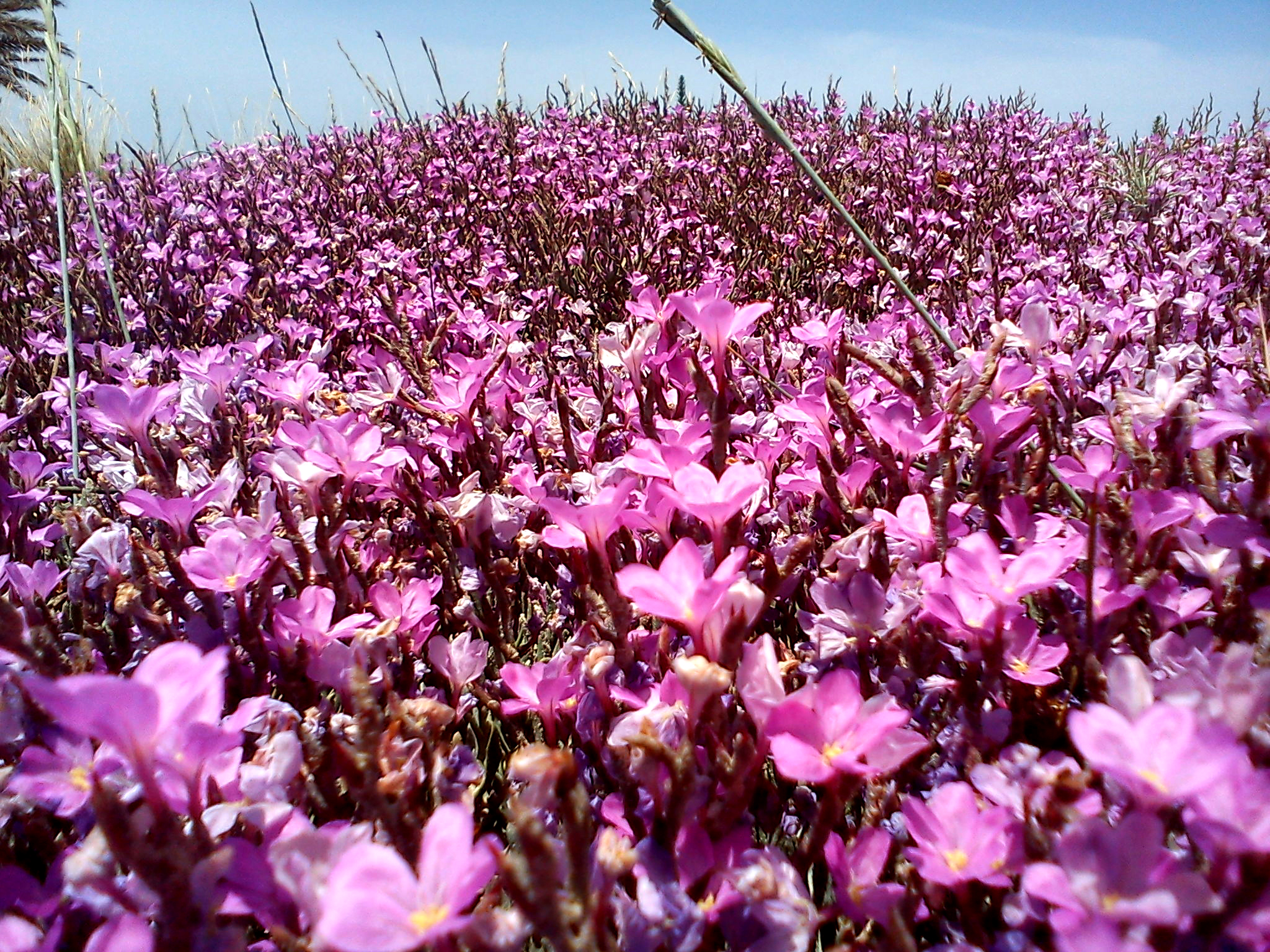
Floraison Hmadha (حماضة).
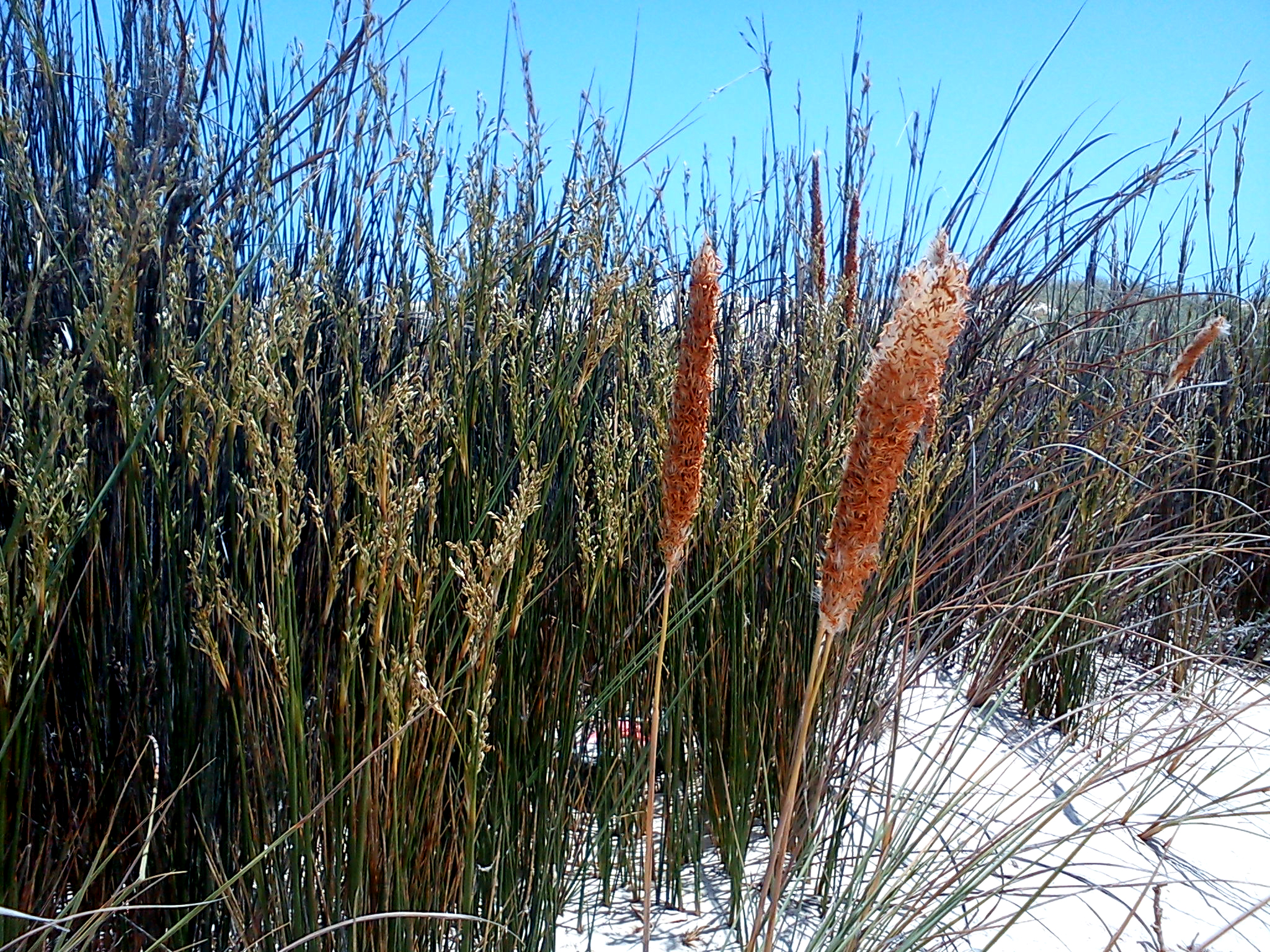
Smara (سمارة), plante utilisée pour la fabrication des nattes.
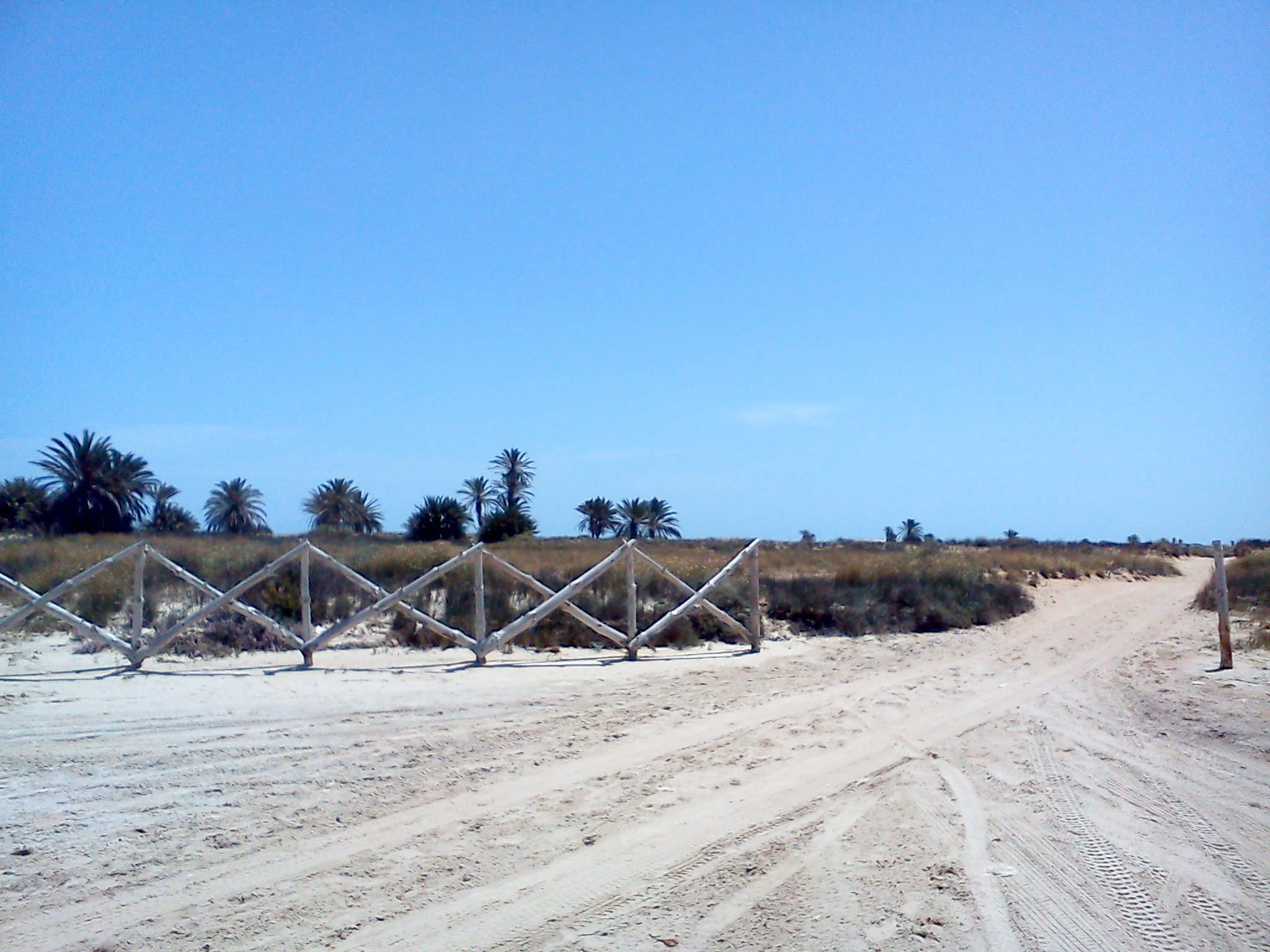
Clôtures qui protègent les dunes et la flore qu'elles abritent.

### Faune

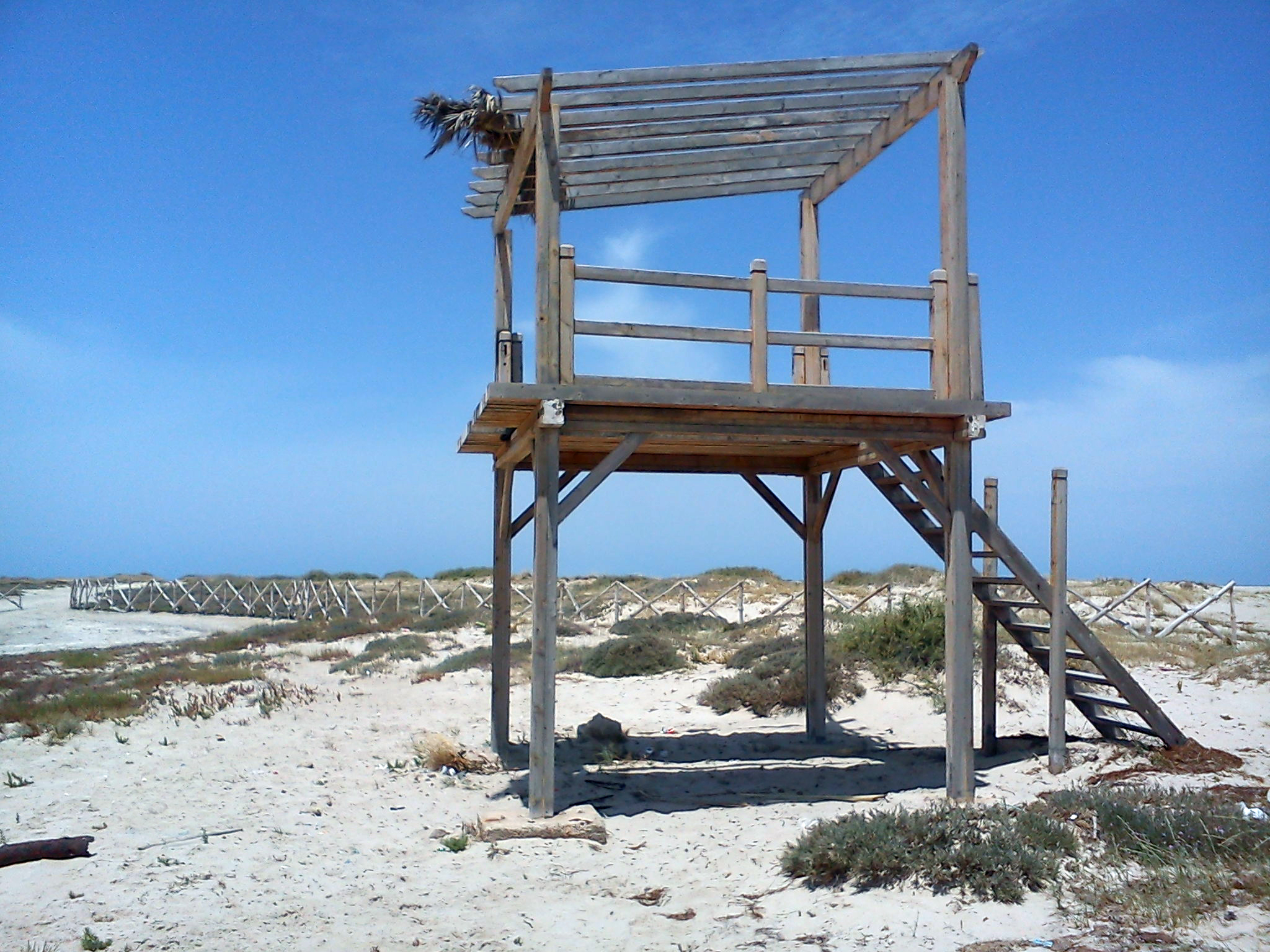
Mirador d'observation.

La lagune, les dunes et la presqu'île abritent diverses espèces de mollusques, de crustacés, de poissons, quelques reptiles et des oiseaux qui y trouvent un milieu favorable à leur reproduction.

#### Oiseaux
Cette zone est un site ornithologique important riche en faune aviaire, un site de nidification et un relais migratoire idéal d'hivernage et de halte pour de nombreux oiseaux migrateurs.
Deux miradors sont installés au bord de la lagune pour faciliter l'observation des oiseaux.

##### Espèces sédentaires
- Laridae
  - Goéland railleur, Larus genei
  - Goéland leucophée, Larus michahellis
  - Mouette tridactyle, Rissa tridactyla
- Sternidae
  - Sterne hansel Gelochelidon nilotica
- Charadriidae
  - Pluvier à collier interrompu, Charadrius alexandrinus
- Ardeidae
  - Aigrette garzette, Egretta garzetta

##### Espèces hivernantes
- Scolopacidae
  - Chevalier stagnatile, Tringa stagnatilis
  - Courlis corlieu, Numenius phaeopus
  - Courlis cendré, Numenius arquata
  - Chevalier arlequin; Tringa erythropus
  - Chevalier aboyeur, Tringa nebularia
  - Chevalier cul-blanc, Tringa ochropus
  - Chevalier sylvain, Tringa glareola
  - Chevalier guignette, Actitis hypoleucos
  - Tournepierre à collier, Arenaria interpres
  - Phalarope à bec étroit, Phalaropus lobatus
- Stercorariidae
  - Labbe parasite, Stercorarius parasiticus
  - Grand Labbe, Stercorarius skua
- Laridae
  - Mouette mélanocéphale, Ichthyaetus melanocephalus
  - Mouette pygmée, Hydrocoloeus minutus
  - Mouette rieuse, Chroicocephalus ridibundus
  - Goéland d'Audouin, Ichthyaetus audouinii
  - Goéland cendré, Larus canus
  - Goéland brun, Larus fuscus
- Sternidae
  - Sterne caspienne, Sterna caspia
  - Sterne caugek, Sterna sandvicensis
- Rallidae
  - Foulque macroule, Fulica atra
- Gruidae
  - Grue cendrée, Grus grus
- Haematopodidae
  - Huîtrier pie, Haematopus ostralegus
- Recurvirostridae
  - Échasse blanche, Himantopus himantopus
  - Avocette élégante, Recurvirostra avosetta
- Charadriidae
  - Petit Gravelot, Charadrius dubius
  - Grand Gravelot, Charadrius hiaticula
  - Pluvier guignard, Charadrius morinellus
  - Pluvier doré, Pluvialis apricaria
  - Pluvier argenté, Pluvialis squatarola
  - Vanneau huppé, Vanellus vanellus
- Scolopacidae
  - Bécasseau maubèche, Calidris canutus
  - Bécasseau sanderling, Calidris alba
  - Bécasseau minute, Calidris minuta
  - Bécasseau de Temminck, 'Calidris temminckii
  - Bécasseau cocorli, Calidris ferruginea
  - Bécasseau variable, Calidris alpina
  - Bécasseau falcinelle, Limicola falcinellus
  - Combattant varié, Philomachus pugnax
  - Bécassine des marais, Gallinago gallinago
  - Barge à queue noire, Limosa limosa
  - Barge rousse, Limosa lapponica
- Podicipedidae
  - Grèbe huppé, Podiceps cristatus
  - Grèbe à cou noir, Podiceps nigricollis
- Procellariidae
  - Puffin cendré, Calonectris diomedea
  - Puffin yelkouan, Puffinus yelkouan
- Hydrobatidae
  - Océanite tempête, Hydrobates pelagicus
- Sulidae
  - Fou de Bassan, Morus bassanus
- Phalacrocoracidae
  - Grand Cormoran, Phalacrocorax carbo
- Ardeidae
  - Bihoreau gris, Nycticorax nycticorax
  - Grande Aigrette, Ardea alba
  - Héron cendré, Ardea cinerea
- Threskiornithidae
  - Spatule blanche, Platalea leucorodia
- Phoenicopteridae
  - Flamant rose, Phoenicopterus roseus
- Anatidae
  - Tadorne de Belon, Tadorna tadorna
  - Canard siffleur, Anas penelope
  - Canard chipeau, Anas strepera
  - Sarcelle d'hiver, Anas crecca crecca
  - Canard pilet, Anas acuta
  - Canard souchet, Anas clypeata
  - Fuligule milouin, Aythya ferina
  - Harle huppé, Mergus serrator

##### Espèces estivantes
- Laridae
  - Sterne pierregarin, Sterna hirundo
  - Sterne naine, Sternula albifrons

## Activités

### Pêche
La pêche dans cette zone est considérée comme une pêche côtière artisanale qui intéresse quelques amateurs venant des villages voisins.
Hachani comme la lagune de Taguermess est connue pour la pêche à l'anchois. Les pêcheurs encerclent les bancs d'anchois et les capturent avec un filet en forme de poche (kis). L'anchois est ensuite séché dans la sebkha.
Les techniques les plus utilisées sont :
- la pêche à la sautade (hlig) en groupe ;
- la pêche à l'épervier ;
- la pêche à la ligne.

### Tourisme
Chaque année, Ras R'mal accueille des milliers de touristes qui font la traversée en bateaux (bateaux pirates) en provenance du port de Houmt Souk. Cette presqu'île est connue par les touristes sous le nom d'île des flamants roses.

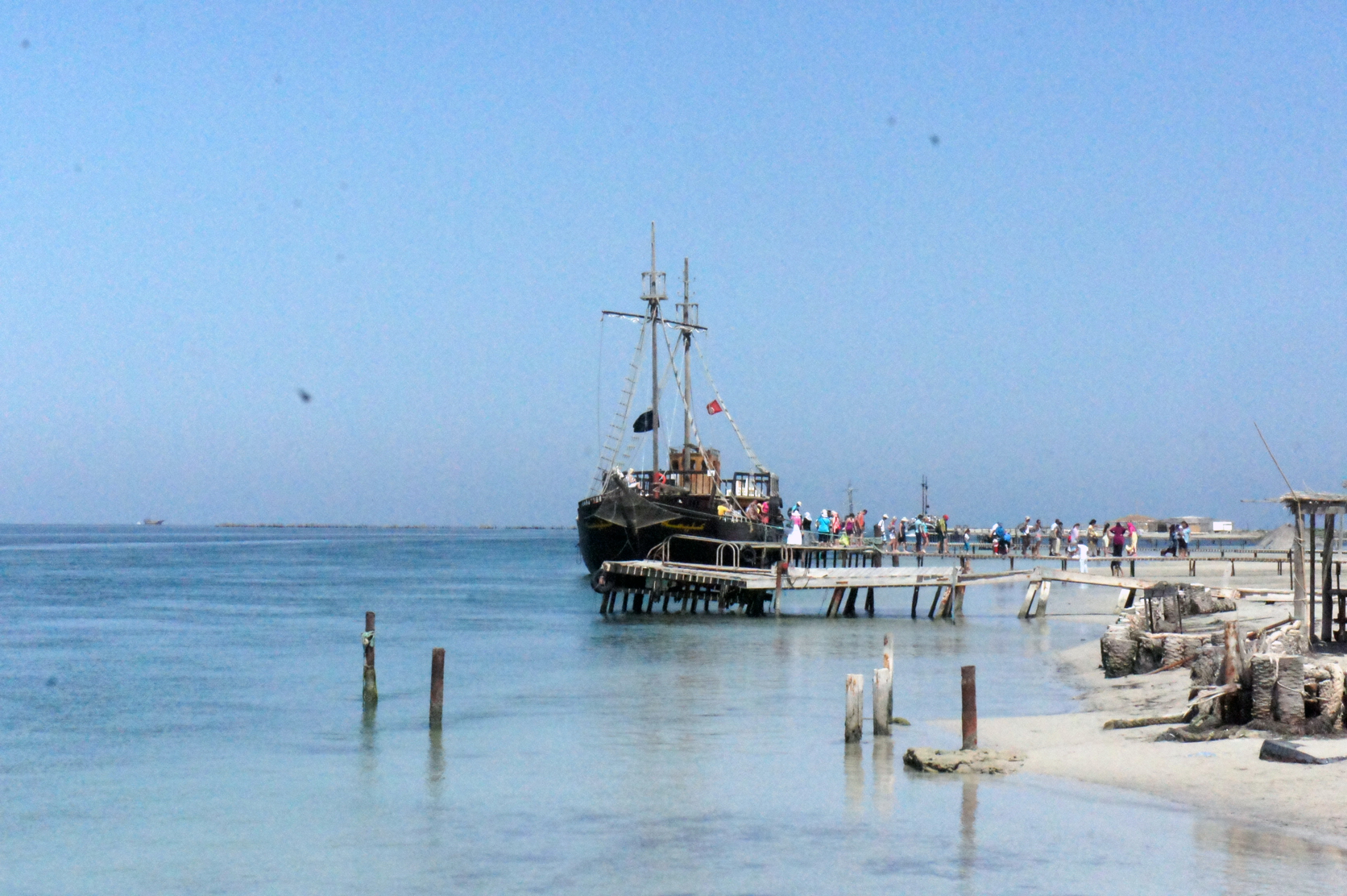
Groupe de touristes qui viennent en bateau.
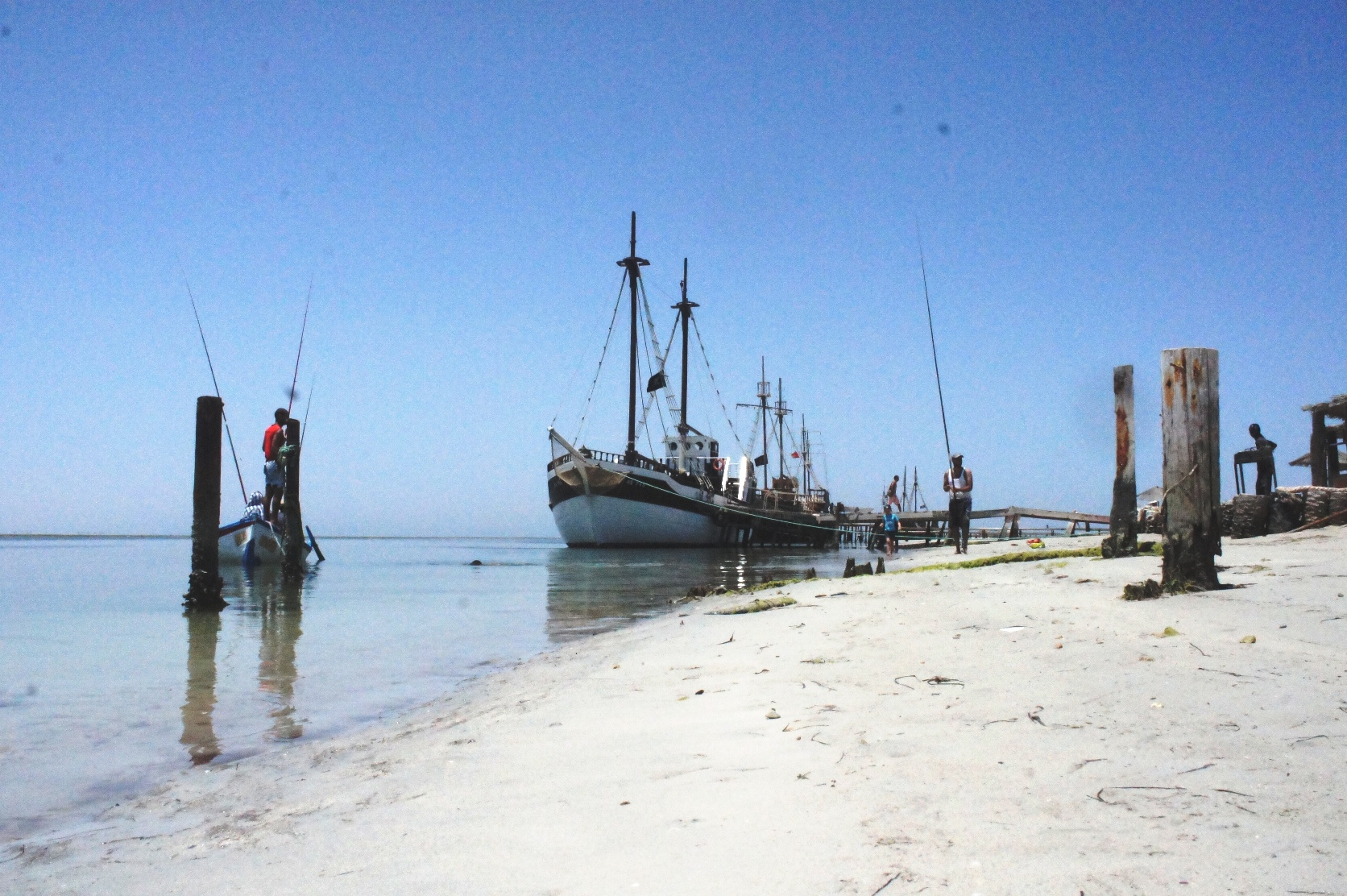
Bateaux pirates.
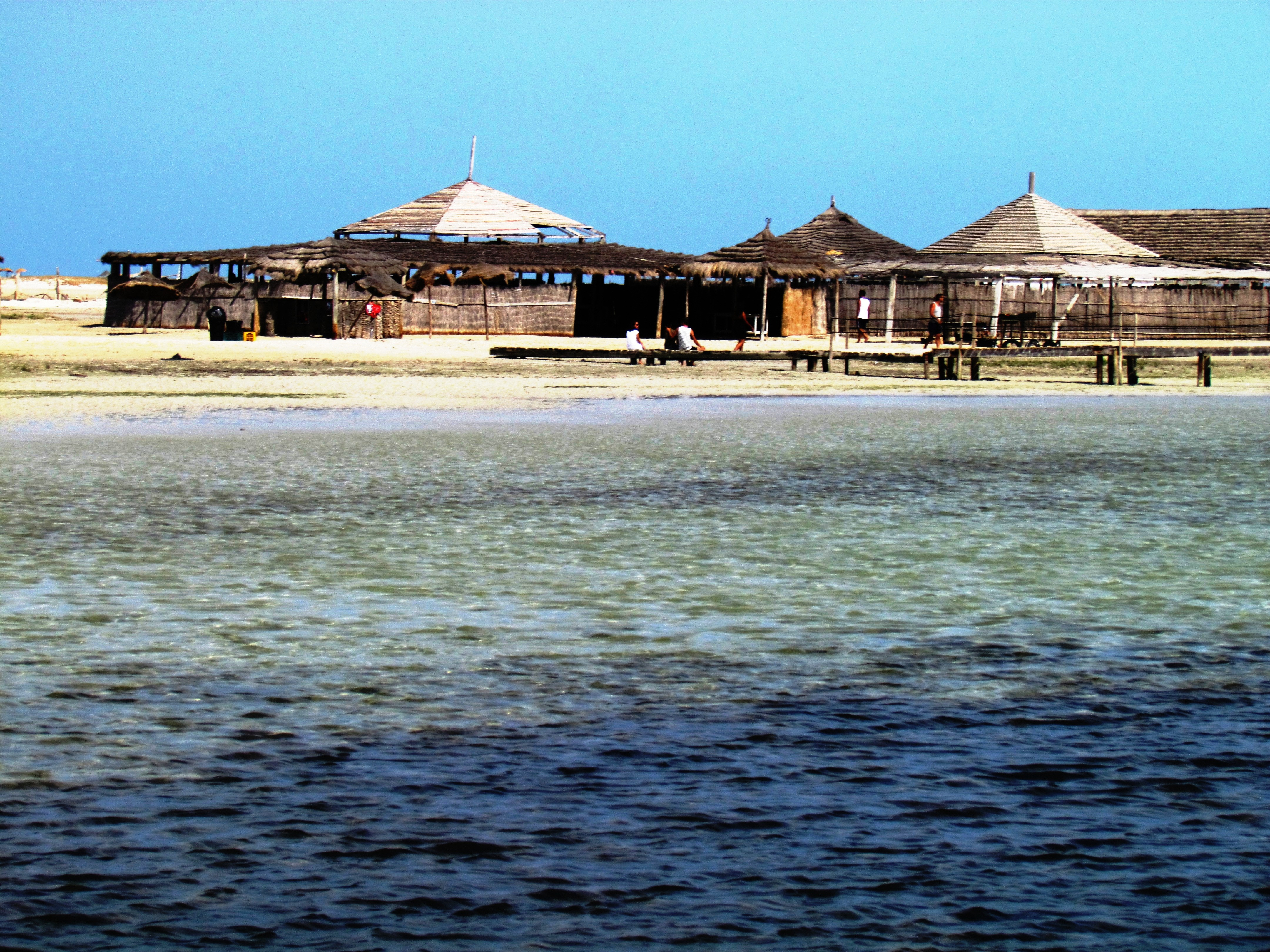
Côte vue d'un bateau.